# Tricyphona elegans
Tricyphona (Tricyphona) elegans là một loài ruồi trong họ Pediciidae. Chúng phân bố ở vùng Indomalaya.